# Hybridleitung

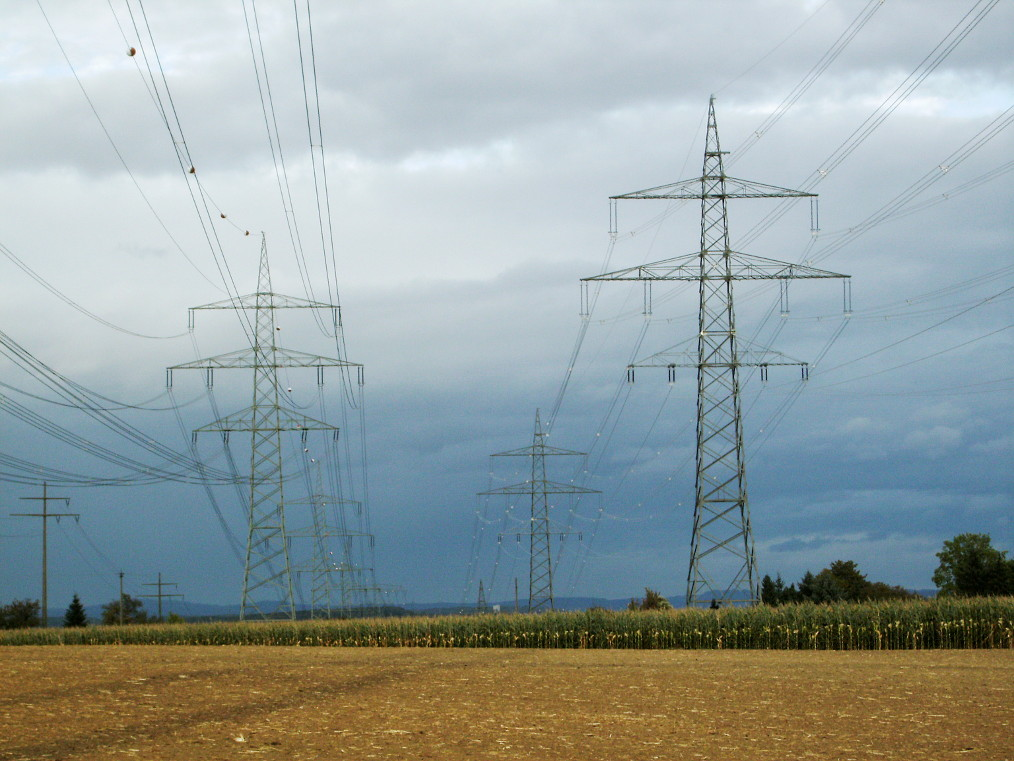
Zwei Hybridleitungen bei Kornwestheim, die linke Leitung trägt die Stromkreise der Bahnstromleitung Neckarwestheim–Zazenhausen

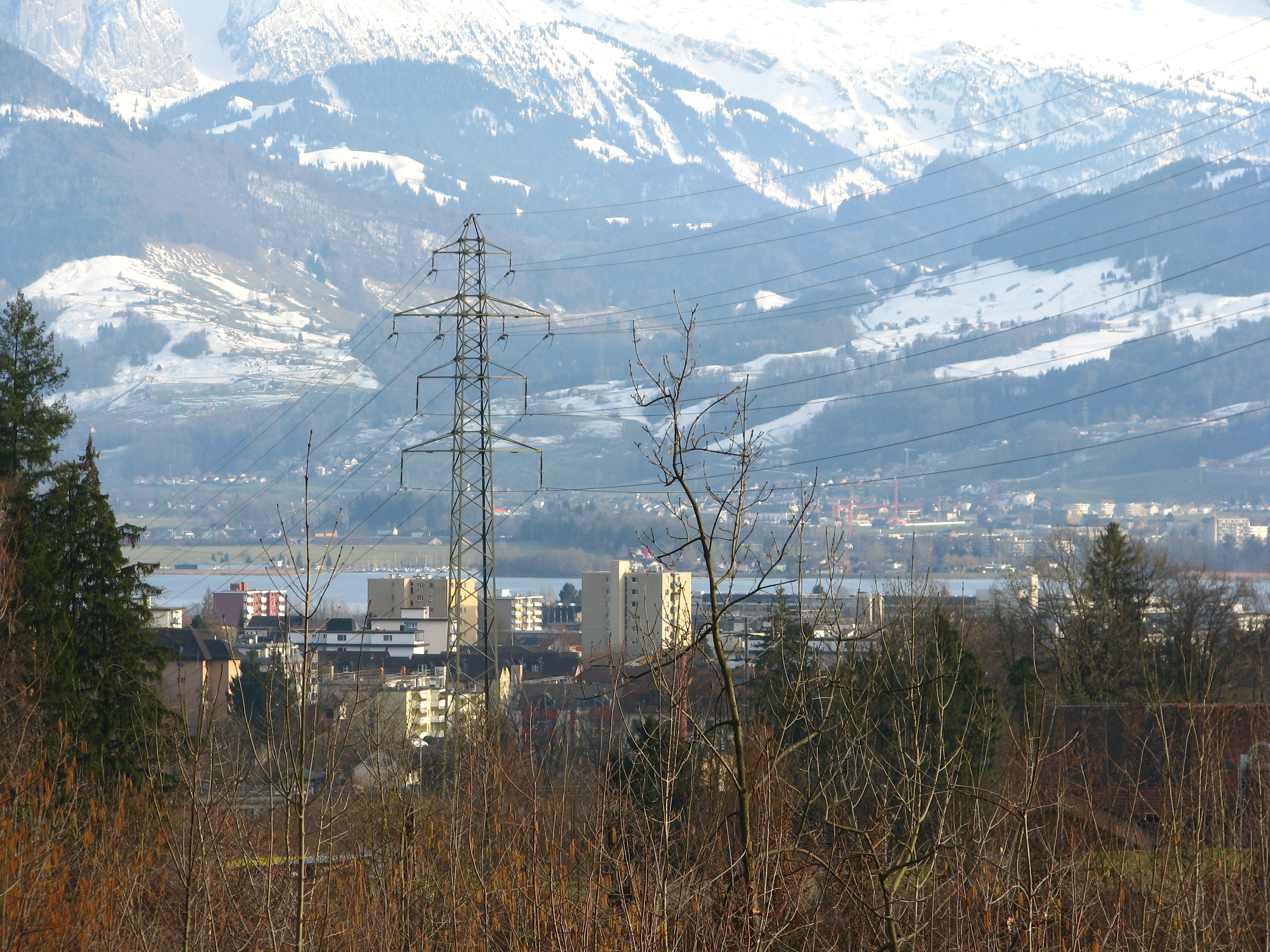
Hybrid-resp. Bahnstrom-Mittelspannungsleitung bei Jona SG

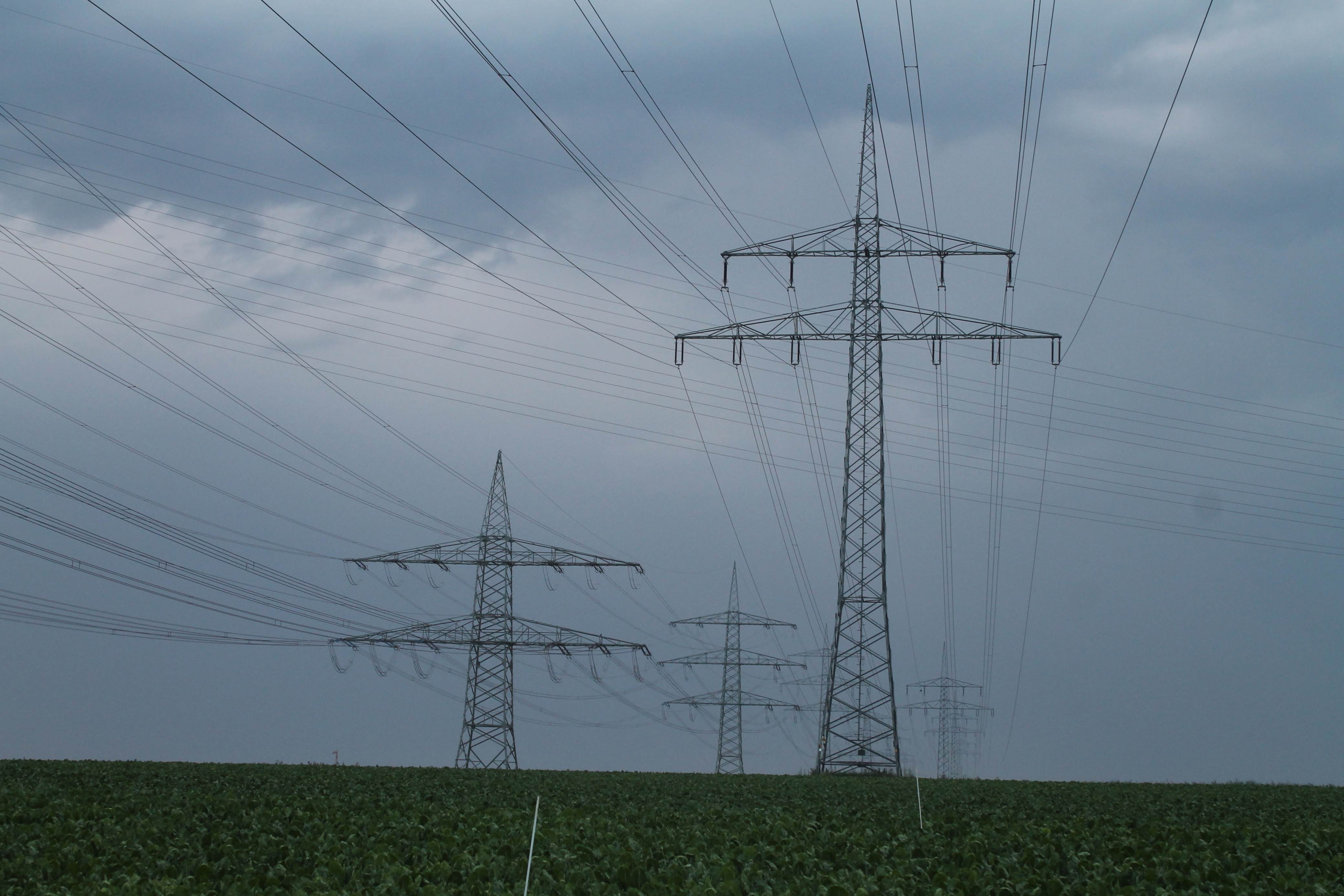
Hybridmasten bei Leingarten

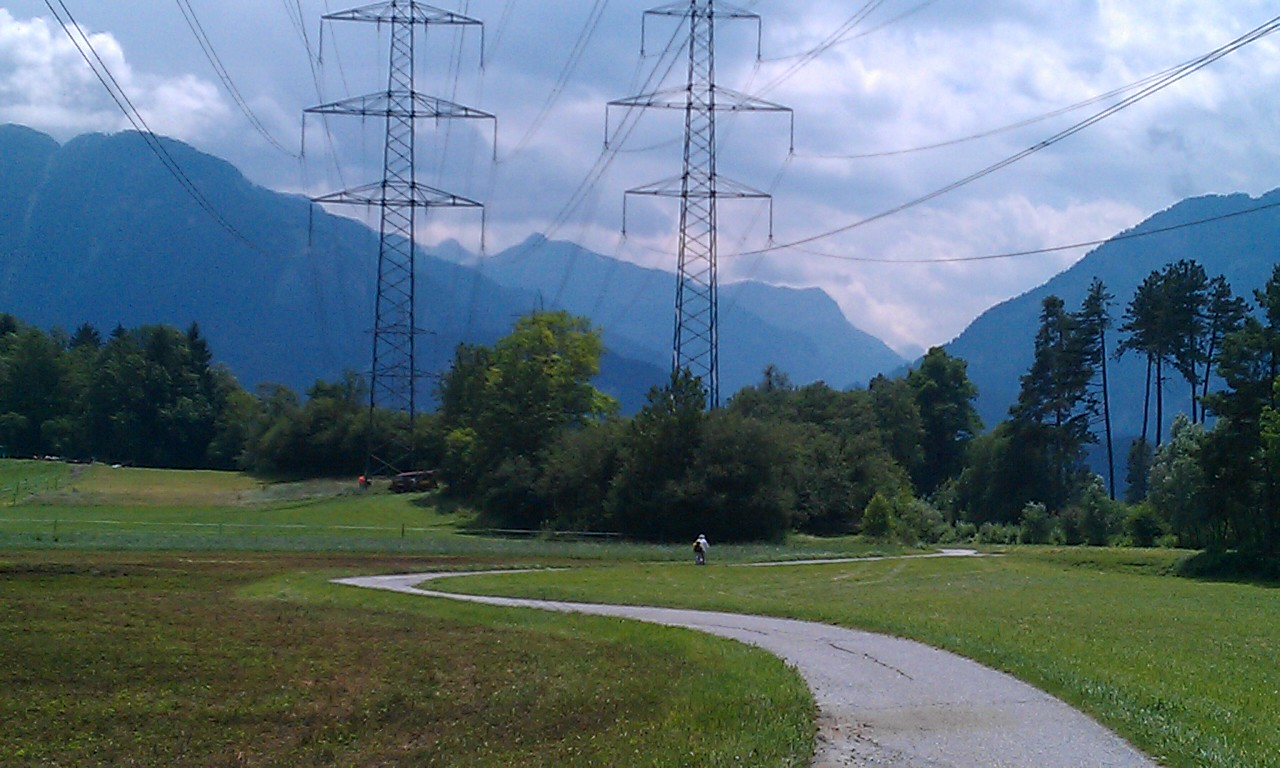
Die 380-kV-Leitung Sils-Fällanden (links) ergibt im Domleschg eine Hybridleitung – mit einer Mittelspannungsleitung des EWZ.

Bei einer Hybridleitung werden verschiedene Strom-Arten oder elektrischer Strom zusammen mit anderen Medien als Freileitung auf einem gemeinsamen Mastgestänge oder in einem gemeinsamen Kabel geführt.

## Freileitungen
Hochspannungsleitungen können mehrere Stromkreise für verschiedene Stromarten enthalten, z. B. Drehstrom und Bahnstrom in Form von Einphasenwechselstrom.
Obwohl der Betrieb dieser Hybridleitungen wegen ungünstiger gegenseitiger Beeinflussungen der verschiedenen Stromkreise eine sorgfältige Planung erforderlich macht, ist ihre Errichtung in dicht besiedelten Ländern wie Deutschland nicht zu vermeiden, wenn für die elektrische Energieübertragung nicht nur Drehstrom verwendet wird.

### Beispiele

#### Deutschland
- 380-kV-Leitung Karben–Frankfurt-West
- 220-kV-Leitung Elverlingsen–Garenfeld
- 110-kV-Leitung Offenbach–Dreieich entlang der A 661
- Bahnstromleitung Neckarwestheim–Zazenhausen
- Elbekreuzung 2
- Das Saalachkraftwerk Bad Reichenhall ist über eine einkreisige Bahnstromleitung, auf deren Masten zusätzlich eine Mittelspannungsleitung für Versorgung der Stadt Bad Reichenhall befestigt ist, an das Stromnetz der DB angeschlossen.

#### Schweiz
- Gotthardleitung (Abschnitt Immensee–Amsteg)
- Bahnstromleitung Rupperswil-Muttenz
- 380-kV-Leitung Sils-Fällanden

## Hybridkabel
Hybridkabel (Niederspannungskabel bis 1 kV) werden u. a. in vielen neueren Umspannwerken verwendet, sie enthalten Signalleitungen und Glasfasern. Um Beeinträchtigungen durch störende transiente elektrische und magnetische Felder auszuschließen, werden Verbindungen von elektrischen Wartensteuerungen mit optischer Schnittstelle zu den Steuerschränken in der Freiluftschaltanlage geführt. Die Gleichstrommotoren zum Schalterantrieb der Steuerschränke benötigen Gleichspannung von üblicherweise 110 oder 220 V, zugleich werden logische Informationen als störunempfindliches Lichtsignal in Glasfasern (Lichtwellenleitern) fortgeleitet. Oft sind diese sowie weitere Adern für sonstige Anwendungen in einem einzigen Kabel untergebracht.